# لهاري (مدينة)
لهاري (بالصينية: 嘉黎镇) هي بلدة تقع في الصين في Lhari County. يقدر عدد سكانها بـ 1,000 نسمة.